# Кулявська сільська рада
| Кулявська сільська рада — орган місцевого самоврядування у Жовківському районі Львівської області з адміністративним центром у с. Кулява. Історична дата утворення: в 1995 році. Водоймища на території, підпорядкованій даній раді: річка Деревенка. Сільській раді підпорядковані населені пункти: - с. Кулява |

## Склад ради
Рада складається з 14 депутатів та голови.

### Керівний склад ради
| ПІБ                          | Основні відомості                                                               | Дата обрання | Дата звільнення |
| ---------------------------- | ------------------------------------------------------------------------------- | ------------ | --------------- |
| Фаренюк Богдан Володимирович | Сільський голова, 1956 року народження, освіта                                  | 26.03.2006   | 31.10.2010      |
| Верхрацький Петро Васильович | Сільський голова, 1955 року народження, освіта середня спеціальна, безпартійний | 31.10.2010   |                 |

Примітка: таблиця складена за даними джерела